# Heinrich Grell
Heinrich Grell (Lüdenscheid, 3 de fevereiro de 1903 – 21 de agosto de 1974) foi um matemático alemão, que trabalhou com álgebra.

## Vida
Filho de um mestre açogueiro, após obter o abitur em 1922 em Lüdenscheid estudou matemática, física e astronomia na Universidade de Göttingen, onde obteve um doutorado em 1926, orientado por Emmy Noether, com a tese Beziehungen zwischen den Idealen verschiedener Ringe.